# Olivia Moultrie
Olivia Moultrie (Santa Clarita, Estados Unidos; 17 de septiembre de 2005) es una futbolista estadounidense. Juega como centrocampista en el Portland Thorns FC de la National Women's Soccer League (NWSL) de Estados Unidos. En 2019, rompió el récord como la futbolista estadounidense más joven en convertirse en profesional, a los 13 años, y dos años más tarde se convirtió en la futbolista más joven en disputar un partido de fase regular de la NWSL, a sus 15 años.

## Biografía
Moultrie creció en el distrito Canyon Country de Santa Clarita, California y comenzó a jugar al fútbol a los cuatro años de edad. En quinto grado, fue educada en casa para que pudiera concentrarse en el fútbol y se convirtió en la primera niña en un equipo masculino en jugar en el sistema de la Academia de Desarrollo de Fútbol de los Estados Unidos. A los 11 años, aceptó una beca para unirse al North Carolina Tar Heels, equipo de fútbol universitario de la Universidad de Carolina del Norte, convirtiéndose en la futbolista más joven en aceptar públicamente una oferta universitaria.

## Trayectoria
En febrero de 2019, Moultrie anunció que se volvería profesional. Firmó con Nike un acuerdo de patrocinio de varios años, renunciando a su beca universitaria en el proceso, y se unió a las categorías formativas del Portland Thorns FC.
Aunque entrenó y disputó amistosos con el primer equipo de los Thorns se le había impedido firmar un contrato profesional con el club, ya que la National Women's Soccer League (NWSL) lo prohíbe para futbolistas menores de 18 años.
El 4 de mayo de 2021, presentó una demanda antimonopolio contra la NWSL, alegando que la liga, como «único contratador de talento en el mercado», violó la Ley Sherman Antimonopolio con su límite de edad. La demanda a su vez solicitó una acción inmediata de la corte para otorgar una orden de restricción temporal contra la regla de límite de edad para que Moultrie pueda jugar en juegos de fase regular durante la temporada 2021. El 24 de mayo de 2021, la jueza a cargo emitió esta orden y pidió a la liga que suspendiera su límite de edad y permitiera a Moultrie competir.
En junio de 2021, la liga informó que finalmente otorgó los derechos de Moultrie al OL Reign, el cual posteriormente los intercambió con el Thorns por una selección de tercera ronda en el draft de la NWSL. El 30 de junio de 2021, Moultrie firmó un contrato de tres años con el Thorns, convirtiéndose en la futbolista más joven en firmar un contrato con un equipo de la NWSL.
Moultrie debutó profesionalmente el 3 de julio de 2021, cuando entró como suplente en el minuto 83 en una victoria por 2-0 contra Racing Louisville. El 18 de agosto, marcó su primer gol como profesional en la International Champions Cup 2021 contra el Houston Dash; un tanto que empató el partido 2-2, tras lo cual el Thorns se impuso en los penales y alcanzó la final del torneo.

## Estadísticas

### Clubes
| Club               | País           | Año             |
| ------------------ | -------------- | --------------- |
| Portland Thorns FC | Estados Unidos | 2021 - presente |

## Cultura popular
En 2019, poco después de convertirse en profesional, Moultrie tuvo un pequeño papel en el comercial «Dream Crazier» de Nike para mujeres que debutó durante la transmisión de la 92.ª edición de los Premios Óscar y fue narrado por Serena Williams.

## Palmarés

### Títulos nacionales
| Título                         | Club            | País           | Año  |
| ------------------------------ | --------------- | -------------- | ---- |
| National Women's Soccer League | Portland Thorns | Estados Unidos | 2022 |

### Títulos internacionales
| Título                           | Equipo         | Sede                 | Año  |
| -------------------------------- | -------------- | -------------------- | ---- |
| Campeonato Sub-20 de la Concacaf | Estados Unidos | República Dominicana | 2022 |

(*) Incluyendo la Selección